# Collis Potter Huntington
Collis Potter Huntington (22 de octubre de 1821 - 13 de agosto de 1900) fue un empresario del ferrocarril estadounidense, conocido por haber completado el Central Pacific, el primer ferrocarril transcontinental en los Estados Unidos. Su actividad empresarial propició el desarrollo de Newport News en Virginia, y como filántropo, fundó numerosas instituciones culturales y cedió su colección de arte al Museo Metropolitano de Arte de Nueva York. Su figura se vio ensombrecida cuando se hicieron públicas sus actividades ilícitas de tráfico de influencias en Washington para defender los intereses de sus compañías ferroviarias.

## Semblanza general
Huntington fue uno de los Cuatro Grandes del ferrocarril occidental de los Estados Unidos (junto con Leland Stanford, Mark Hopkins y Charles Crocker) que invirtieron en la idea de Theodore Judah de construir el Central Pacific como parte del primer ferrocarril transcontinental de EE. UU. Posteriormente contribuyó a liderar y desarrollar otras líneas interestatales importantes como el Southern Pacific Railroad y el Chesapeake & Ohio Railway (C&O),  para cuya finalización se requirió su ayuda. El C&O, completado en 1873, cumplió el sueño de los virginianos de un enlace ferroviario desde el río James en Richmond hasta el valle del río Ohio. Las nuevas instalaciones ferroviarias adyacentes al río indujeron la expansión de la antigua pequeña localidad de Guyandotte (Virginia Occidental), convirtiéndose en parte de una nueva ciudad que se llamó Huntington en su honor. 
Posteriormente, se fijó en el extremo este de la línea, en Richmond, siendo responsable de la Extensión de la Peninsula del C&O en 1881-1882, que abrió un camino para que el carbón bituminoso de Virginia Occidental alcanzara los nuevos muelles en el puerto de Hampton Roads para su exportación. También se le atribuye el desarrollo de la Newport News Shipbuilding y Drydock Company, así como la fundación de Newport News, Virginia, como una nueva ciudad independiente. Después de su muerte, tanto su sobrino Henry E. Huntington como su hijastro Archer M. Huntington, continuaron su trabajo en Newport News, y los tres son considerados padres fundadores en la comunidad, con distintos lugares locales nombrados en honor de cada uno. 
Gran parte del desarrollo industrial y ferroviario que Collis P. Huntington imaginó y dirigió sigue siendo una actividad importante a principios del siglo XXI. El Pacífico Sur ahora es parte del Union Pacific, y el C&O se convirtió en parte de CSX Transportation, formando parte de los principales sistemas ferroviarios de EE. UU. El carbón de Virginia Occidental todavía recorre las vías para cargar los barcos carboneros en Hampton Roads, donde muy cerca, la compañía Huntington Ingalls Industries opera el enorme astillero. 
Huntington, desde su oficina en Washington, ejerció su influencia para defender los intereses de los ferrocarriles del Pacífico Central y del Pacífico Sur en las décadas de 1870 y 1880. Los Cuatro Grandes habían construido una poderosa maquinaria política, que tenía un papel importante en la rentabilidad de sus empresas ferroviarias. Cuando se hicieron públicos sus generosos sobornos a políticos y congresistas en 1883, se convirtió en uno de los magnates del ferrocarril más odiados del país. 
El empresario se defendió a sí mismo de la siguiente manera:

Los motivos de mis acciones han sido honestos y los resultados han redundado mucho más en beneficio de California que en el mío propio.

## Biografía

### Educación y carrera temprana
Collis Potter Huntington nació en Harwinton (Connecticut), el 22 de octubre de 1821. Pertenecía a una familia de granjeros, en la que creció ayudando en las tareas del campo. En su adolescencia, realizó tareas agrícolas y trabajos ocasionales para los vecinos, ahorrando sus ganancias. A los 16 años, comenzó a viajar como vendedor ambulante. Por esta época, visitó la zona rural de Newport News Point en el condado de Warwick, Virginia, en sus viajes como vendedor. Más tarde quedó claro que nunca olvidó el potencial sin explotar de la ubicación que observó, en la zona donde el río James desemboca en el gran puerto de Hampton Roads. En 1842, con su hermano Solon Huntington, estableció un negocio exitoso en Oneonta (Nueva York), dedicado a la venta de mercancías en general hasta aproximadamente 1848.
Cuando vio florecer las oportunidades en el oeste de los Estados Unidos, se dirigió a California y se estableció como comerciante en Sacramento al comienzo de la Fiebre del Oro. Huntington tuvo éxito en este negocio, y fue allí donde se unió a Mark Hopkins para vender suministros y utillaje a los mineros.

### Construcción del primer ferrocarril transcontinental de EE. UU.
A finales de la década de 1850, Huntington y Hopkins unieron sus fuerzas con otros dos empresarios exitosos, Leland Stanford y Charles Crocker, para materializar la idea de crear una línea de ferrocarril que conectara el este y el oeste de Estados Unidos. En 1861, estos cuatro hombres de negocios (a veces denominados The Big Four) aunaron sus recursos y visión para los negocios, y formaron la compañía Central Pacific Railroad para crear el enlace occidental del primer ferrocarril transcontinental de Estados Unidos. De los cuatro, tenía fama de ser el más despiadado en los negocios, intentando derrocar a su socio Stanford.
Huntington negoció los derechos de nuevo ferrocarril con Grenville Dodge en Washington D. C. Terminaron su acuerdo en abril de 1869, que contemplaba la conexión de las líneas de ambas costas en Promontory Point (Utah). El 10 de mayo de 1869, en Promontory, las vías del Ferrocarril del Pacífico Central se unieron a las vías del Ferrocarril Union Pacific, con lo que Estados Unidos pasaba a disponer de su primer ferrocarril transcontinental. La unión fue celebrada colocando en la vía de forma simbólica un tirafondo de oro.

### Ferrocarril del Pacífico Sur

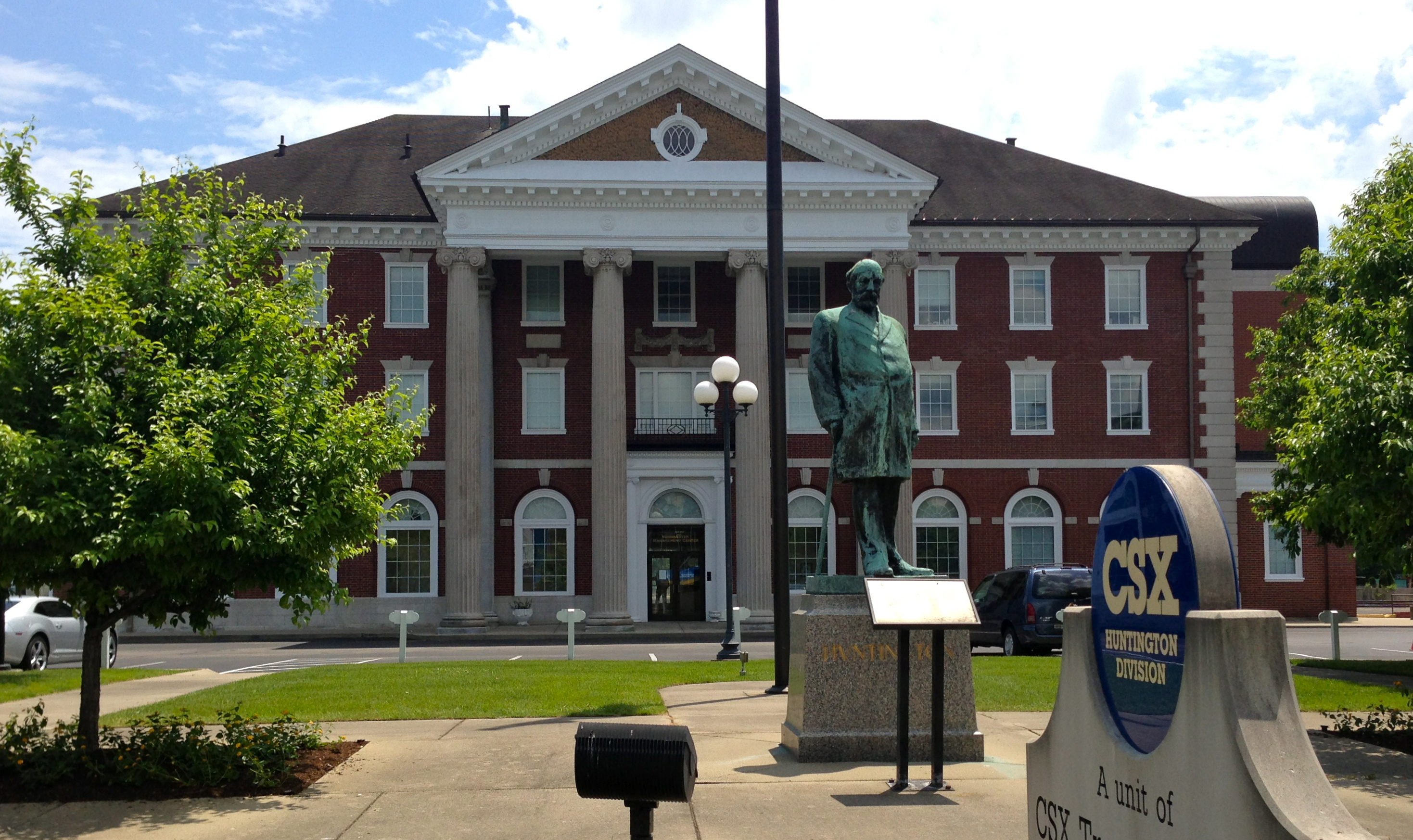
CSX (el antiguo C&O Railway), Sede de la División Huntington, con una estatua de Collis P. Huntington (obra de Gutzon Borglum) en primer plano

A partir de 1865, también participó en el establecimiento del Ferrocarril del Pacífico Sur como parte de los Cuatro Grandes, principales directores del Ferrocarril del Pacífico Central. La primera locomotora del ferrocarril, la C. P. Huntington, fue nombrada en su honor. 
Con líneas ferroviarias desde Nueva Orleans hasta el suroeste y hacia California, el Pacífico Sur creció hasta alcanzar más de 9000 millas (14.400 km) de vías. También controlaba 5000 millas (8000 km) de líneas de barcos de vapor conectadas al ferrocarril. Utilizando el ferrocarril del Pacífico Sur, se esforzó por evitar que San Pedro se convirtiera en el principal puerto de Los Ángeles en Free Harbor Fight.

### Chesapeake y Ohio Railway, nuevas ciudades y un astillero
Después de la guerra civil estadounidense, se renovaron los esfuerzos para cumplir el deseo de los virginianos desde hacía mucho tiempo de disponer de un canal o de un enlace ferroviario entre Richmond y el valle del río Ohio. Con la considerable ayuda financiera de la Junta de Obras Públicas de Virginia, el Ferrocarril Central de Virginia y un enlace de propiedad estatal a través de la Cordillera Azul, se había completado la ruta hasta los confines del valle de Shenandoah, cuando la Guerra Civil había interrumpido las obras. 
Funcionarios del Virginia Central, liderados por el presidente de la compañía, Williams Carter Wickham, se dieron cuenta de que para reiniciar las obras, tendrían que obtener financiación adicional desde fuera del Sur de Estados Unidos (económicamente devastado), e intentaron atraer sin éxito a inversores británicos. Finalmente, el comandante Wickham logró que Collis Huntington se interesara por contribuir a completar la línea. 
A partir de 1871, supervisó la finalización del recién formado Ferrocarril de Chesapeake y Ohio (C&O), tendido desde Richmond a través de Virginia y Virginia Occidental hasta alcanzar el río Ohio. Allí, con su cuñado D. W. Emmons, estableció la ciudad planificada de Huntington, Virginia Occidental. Comenzó a desarrollar el negocio emergente del carbón bituminoso del sur de Virginia Occidental para el C&O. 
A partir de 1865, Huntington había adquirido tierras en la región de Tidewater, en el este de Virginia, un área no cubierta por los ferrocarriles existentes. En 1880, formó la Old Dominion Land Company y le entregó estas propiedades.

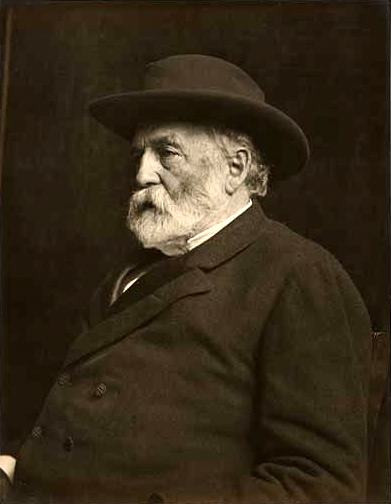
Huntington en su vida adulta

A partir de diciembre de 1880, dirigió la construcción del Peninsula Subdivision del C&O, que se extendía desde el Túnel de Church Hill en Richmond al este, recorriendo la Península de Virginia a través de Williamsburg, hasta alcanzar el extremo sureste de la Península en el puerto de Hampton Roads, en el Condado de Warwick, Virginia. A través del nuevo ferrocarril y su compañía terrestre, se establecieron muelles de carbón en Newport News Point.
Pasaron más de 50 años desde que el primer ferrocarril operara en Virginia, pero una vez que comenzó el trabajo hacia la parte sur de la Península, progresó rápidamente. De la misma manera que había procedido con anterioridad, especialmente en el ferrocarril transcontinental y en la línea al río Ohio, el trabajo comenzó simultáneamente en Newport News y en Richmond, trabajando las cuadrillas de operarios en cada extremo la una hacia la otra. Se reunieron y completaron la línea en un punto situado a 1,25 millas al oeste de Williamsburg el 16 de octubre de 1881, aunque se habían instalado vías provisionales en algunas áreas para acelerar su finalización. 
Se llegó justo a tiempo para cumplir la promesa de Huntington y de sus asociados, que habían asegurado que proporcionarían servicio ferroviario a Yorktown, donde Estados Unidos estaba celebrando el centenario de la rendición de las tropas británicas al mando de Lord Cornwallis en 1781, un evento considerado como el más simbólico del fin de la Guerra de Independencia. Apenas tres días después de la última ceremonia, el 19 de octubre, el primer tren de pasajeros de Newport News llevó a residentes locales y funcionarios nacionales a la Celebración del Centenario de la Rendición de Cornwallis en Yorktown, utilizando las vías temporales que se colocaron desde la línea principal conectando las nuevas cocheras de Lee Hall con Yorktown. 
Tan pronto como se completaron las vías hacia el nuevo muelle de carbón en Newport News a finales de 1881, los mismos equipos de construcción se pusieron a trabajar en lo que luego se llamaría el Ramal de Hampton de la Subdivisión de la Península, que corría hacia el este unas 10 millas (16 km) sobre el condado de Elizabeth City en dirección a Hampton y a Old Point Comfort, donde se encontraba la base del Ejército de los Estados Unidos en Fort Monroe para proteger la entrada al puerto de Hampton Roads desde la Bahía de Chesapeake (y el Océano Atlántico). Las vías se completaron a unas 9 millas (14,4 km) de la ciudad, que se convirtió en Phoebus en diciembre de 1882, nombrada así en honor a su ciudadano principal, Harrison Phoebus. La nueva sucursal sirvió tanto al antiguo Hotel Hygeia como al nuevo Hotel Chamberlain, destinos populares para los civiles que visitaban la ciudad. Durante la primera mitad del siglo XX, se operaron trenes para llegar a la cercana playa de Buckroe, donde un parque de atracciones era una de las diversiones que atraía a grupos dominicales y turistas. 
En la pequeña y tranquila comunidad agrícola de Newport News Point, se dedicó a otros desarrollos locales. En particular, construyó el emblemático Hotel Warwick y fundó la Newport News Shipbuilding and Drydock Company, que se convirtió en el astillero privado más grande de los Estados Unidos. 
A Huntington se le atribuye en gran medida la visión y la combinación de desarrollos que crearon y construyeron una comunidad vibrante y progresista. Los quince años de rápido crecimiento llevaron a la incorporación de Newport News, Virginia, como una nueva ciudad independiente en 1896, una de las dos únicas en Virginia que se formaron sin desarrollarse primero como una ciudad incorporada. 
Cerca de las vías del Ramal de Hampton del C&O había una escuela normal dedicada principalmente en sus primeros años a capacitar a maestros para brindar oportunidades educativas a los afroamericanos del sur, que en su mayoría eran analfabetos y ex esclavos recién liberados. A la mayoría de los negros del sur se les habían negado oportunidades de alfabetización educativa por las leyes antes de la Guerra Civil. La escuela que se convirtió en la moderna Universidad de Hampton fue dirigida por el exgeneral de la Unión Samuel Chapman Armstrong. Quizás el más conocido de los estudiantes del general Armstrong fue un joven llamado Booker T. Washington, quien se convirtió en un reconocido educador como el primer director de otra escuela en Alabama, origen de la Universidad de Tuskegee. Cuando Sam Armstrong sufrió una parálisis debilitante en 1892 mientras estaba en Nueva York, regresó a Hampton en un vagón privado facilitado por Huntington, con quien había colaborado en proyectos de educación para la población de color. 

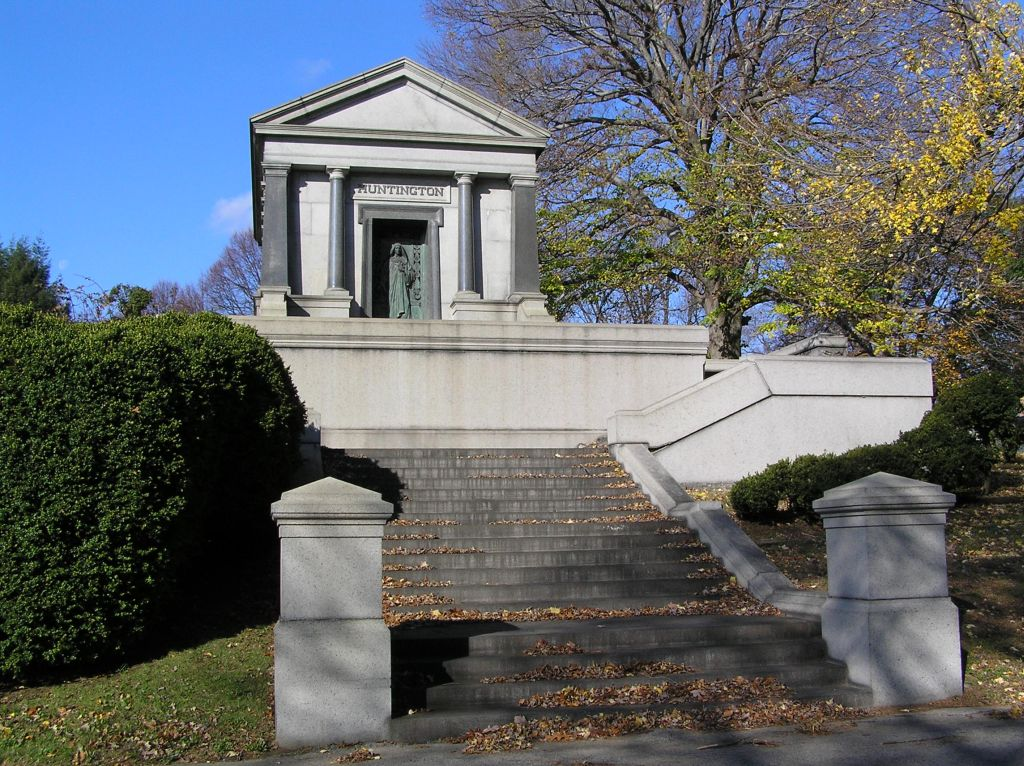
El mausoleo de Collis P. Huntington

En la península baja, Collis y otros miembros de la familia Huntington y su Old Dominion Land Company estuvieron involucrados en muchos aspectos de la vida y los negocios. Escuelas, museos, bibliotecas y parques se encuentran entre sus muchas contribuciones. En Williamsburg, la Old Dominion Land Company de Collis era propietaria del sitio histórico de los edificios del capitolio del siglo XVIII, que fue entregado a las damas que fueron las primeras promotoras de lo que se convirtió en Preservation Virginia (anteriormente conocida como la Asociación para la Conservación de las Antigüedades de Virginia). Este sitio fue más tarde una pieza clave de la restauración masiva de Abby y de John D. Rockefeller Jr. de la antigua capital colonial que se convirtió en Colonial Williamsburg, una de las principales atracciones turísticas del mundo. 
Collis tampoco descuidó su ciudad homónima en el otro extremo del C&O. Con el fin de suministrar vagones de carga al C&O, y también por extensión a los Ferrocarriles del Pacífico Sur y del Pacífico Central, Huntington fue un importante financiero detrás de la Ensign Manufacturing Company, con base en Huntington, Virginia Occidental, y conectada directamente al C&O. La localidad de Ensign se incorporó el 1 de noviembre de 1872.
Después de la muerte de Collis en 1900, su sobrino, Henry E. Huntington, asumió el liderazgo de muchos de sus esfuerzos industriales. Sin embargo, vendió rápidamente todas las propiedades del Ferrocarril del Pacífico Sur. Con otros miembros de la familia, también continuó y amplió muchos de sus proyectos culturales y filantrópicos.

### Muerte
Huntington murió en su propuedad de Pine Knot, en las montañas de Adirondack, el 13 de agosto de 1900. Está enterrado en un grandioso mausoleo privado en el cementerio Woodlawn de El Bronx, Nueva York.

## Política
Además de su faceta en la construcción de ferrocarriles, Huntington es conocido por su actividad política en Washington y California. En esta etapa, residía principalmente en Nueva York y visitaba California aproximadamente una vez al año. Su socio Stanford siguió siendo presidente, primero del Pacífico Central y luego de la Compañía del Pacífico Sur hasta 1890. Huntington fue agente y abogado del Southern Pacific Railroad, vicepresidente y agente general del Central Pacific Railroad, primer vicepresidente de la Southern Pacific Company y director de las dos líneas. Sus principales deberes eran vender acciones y bonos de la compañía y actuar como principal defensor en Washington de sus intereses. Se enfrentó a dos desafíos principales: bloquear el apoyo federal para una ruta transcontinental rival propuesta, el Texas and Pacific Railway; y posponer el pago de los 28 millones de dólares de préstamos en efectivo que el gobierno había otorgado al Pacífico Central. Tuvo éxito en el primer desafío. Sin embargo, su propuesta de cancelar los préstamos creó una fuerte oposición en California. Perdió la batalla en el Congreso en 1899 y el Pacífico Sur finalmente pagó los préstamos en 1909.
Huntington describió sus actividades en una serie de cartas privadas a David D. Colton, un alto cargo financiero de sus ferrocarriles. Después de la muerte de Colton, un litigio abrió sus archivos en 1883 y las cartas de Huntington resultaron ser un gran escándalo, con sus descripciones detalladas de tráfico de influencias, y de los pagos y sobornos a funcionarios del gobierno. Mostraron a Huntington como un promotor activo y cínico de sus empresas, y mostraron su entusiasmo por usar el dinero para sobornar a los congresistas. Las cartas no demostraban que el efectivo realmente cambiara de manos con ningún funcionario, pero revelaron la catadura de la moral de Huntington.
Su biógrafo afirma que: 

era vengativo, a veces falso, interesado en comparativamente pocas cosas fuera de los negocios, y estaba dispuesto a resistir la idea de que sus empresas ferroviarias estuvieran cargadas en algún grado de obligaciones públicas. Por otro lado, no hay dudas con respecto a su energía indomable, su astucia en la negociación, su independencia de pensamiento y la vivacidad de sus expresiones, así como de su comprensión de los grandes problemas comerciales. Era el espíritu dominante entre el pequeño grupo de hombres que construyeron el sistema del Pacífico Sur, y esa gran organización sigue siendo su monumento.

## Relaciones familiares

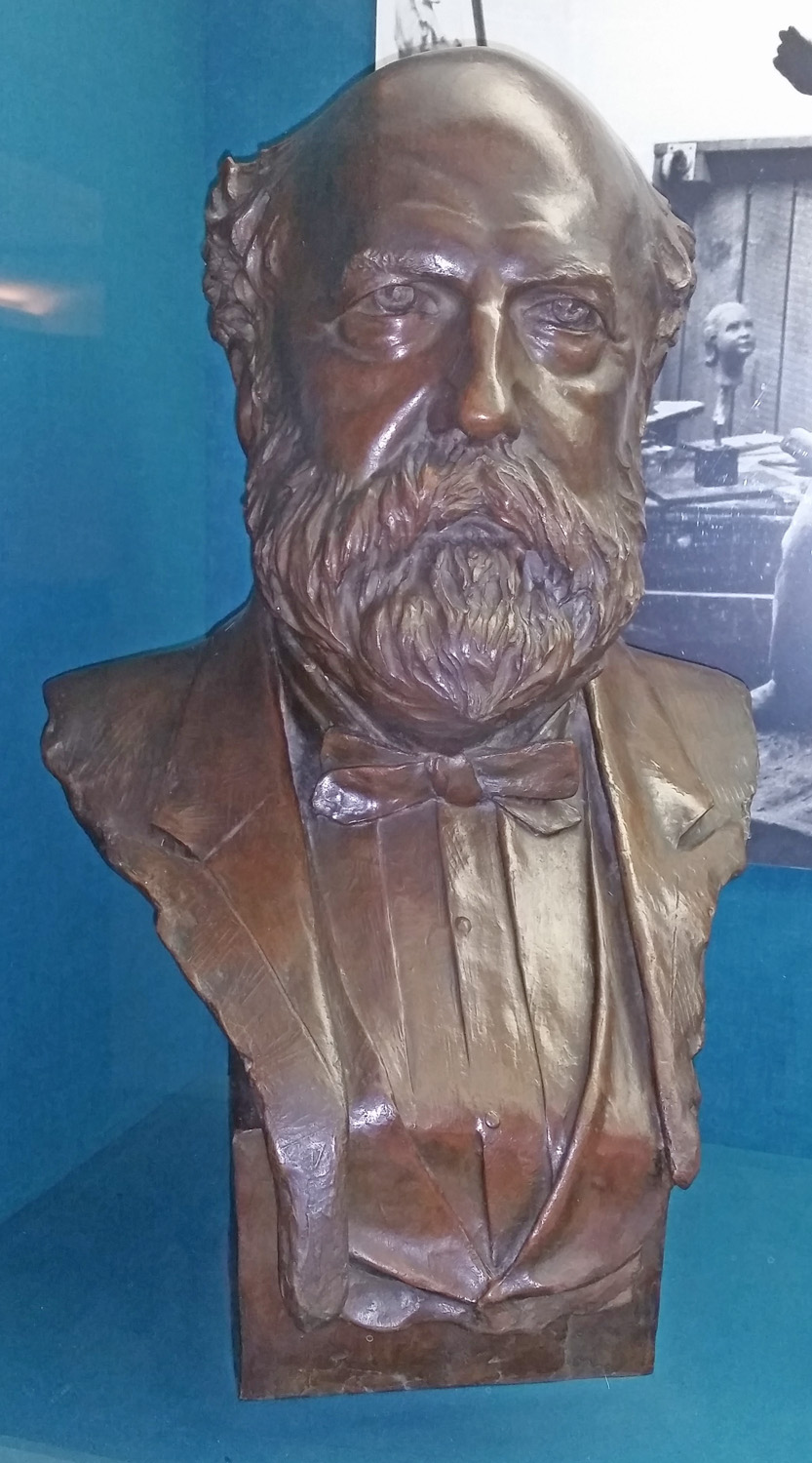
Busto de Collis realizado por Anna Hyatt Huntington en la colección del Museo Mariners

Collis Huntington era hijo de William y Elizabeth (Vincent) Huntington, nacido el 22 de octubre de 1821 en Harwinton, Connecticut. Se casó, primero, el 16 de septiembre de 1844, con Elizabeth Stillman Stoddard, de Cornwall (Connecticut), que murió en 1883. Se volvió a casar el 12 de julio de 1884 con Arabella D. Worsham. Murió en Camp Pine Knot, en las Adirondacks, el 13 de agosto de 1900. 
Los hijos de William Huntington y Elizabeth Vincent fueron:
1. Mary Huntington, nacida el 17 de febrero de 1810; se casó el 2 de junio de 1840 con Daniel Sammis de Warsaw, Nueva York.
2. Solon Huntington, nacido el 13 de enero de 1812.
3. Rhoda Huntington, nacida el 13 de octubre de 1814; se casó el 10 de mayo de 1834 con Riley Dunbar de Wolcottville.
4. Phebe/Phoebe Huntington, nacida el 17 de septiembre de 1817; casada el 4 de octubre de 1840 con Henry Pardee de Oneonta, Nueva York.
5. Elizabeth Huntington, nacida el 19 de diciembre de 1819; casada el 5 de abril de 1842 con Hiram Yaker de Kortright, Nueva York.
6. Collis Potter Huntington, nacido el 22 de octubre de 1821.
7. Joseph Huntington, nacido el 23 de marzo de 1823, muerto el 23 de febrero de 1849; nunca se casó.
8. Susan L. Huntington, nacida en agosto de 1826; casada el 16 de noviembre de 1849 con William Porter, médico de New Haven, Connecticut.
9. Ellen Maria Huntington, nacida el 12 de agosto de 1835; se casó con Isaac E. Gates de Orange, Nueva Jersey.

Collis Huntington fue el padre adoptivo de Clara Elizabeth Prentice, nacida en Sacramento, en 1860. Era sobrina de la primera señora de C. P. Huntington, y fue adoptada por el Sr. y la Sra. Huntington. Clara Elizabeth Prentice-Huntington (1860-1928), como la llamaban, se casó con el Príncipe Franz Edmund Joseph Gabriel Vitus von Hatzfeldt-Wildenburg, conocido como Francis Hatzfeldt de la Casa de Hatzfeld, Alemania, el 28 de octubre de 1889. Formaron su hogar en Draycot House, Draycot Cerne, Wiltshire, Inglaterra.
Collis Huntington también fue el padre adoptivo del reconocido hispanista Archer M. Huntington, hijo de la segunda esposa de Collis P. Huntington, Arabella Worsham Huntington, de su primer esposo. Archer y su esposa, la escultora Anna Hyatt Huntington, fundaron un museo y una biblioteca de libros raros dedicados a la historia, el arte y la cultura española y portuguesa, la Sociedad Hispánica de América, en el alto Manhattan, que todavía está abierta al público y es gratuita, así como el Museo Mariners en Newport News, uno de los más grandes de su tipo en el mundo, y los jardines botánicos y escultóricos de Brookgreen Gardens, cerca de Murrells Inlet, Carolina del Sur. 
Collis también era tío de otro magnate ferroviario de California, Henry E. Huntington, fundador de la Biblioteca Huntington, Colecciones de Arte y Jardines Botánicos en San Marino (California) y la fuerza principal detrás de la compañía Pacific Electric en Los Ángeles. 
También estaba relacionado con Clarence Huntington, quien era presidente del Virginian Railway, sucediendo a Urban H. Broughton, yerno del fundador, el industrial Henry Huttleston Rogers. 
Su hermana menor, Ellen Maria, era conocida como poeta y escritora de himnos. 

## Caridad
Adquirió una importante colección de arte y fue generalmente reconocido como uno de los principales coleccionistas del país. Prestó la mayor parte de su colección, valorada en 3 millones de dólares, al Museo Metropolitano de Arte de Nueva York. La colección pasó a manos del museo después de la muerte de su hijastro, Archer. Su último testamento indicó que si su hijastro moría sin hijos (tal como sucedió), la mansión de la Quinta Avenida de Huntington o las ganancias de la venta de la propiedad irían a la Universidad de Yale. También realizó legados específicos por un total de 125.000 dólares a la Universidad de Hampton (entonces Instituto Hampton) y al Hogar Chapin para Ancianos.

## Eponimia

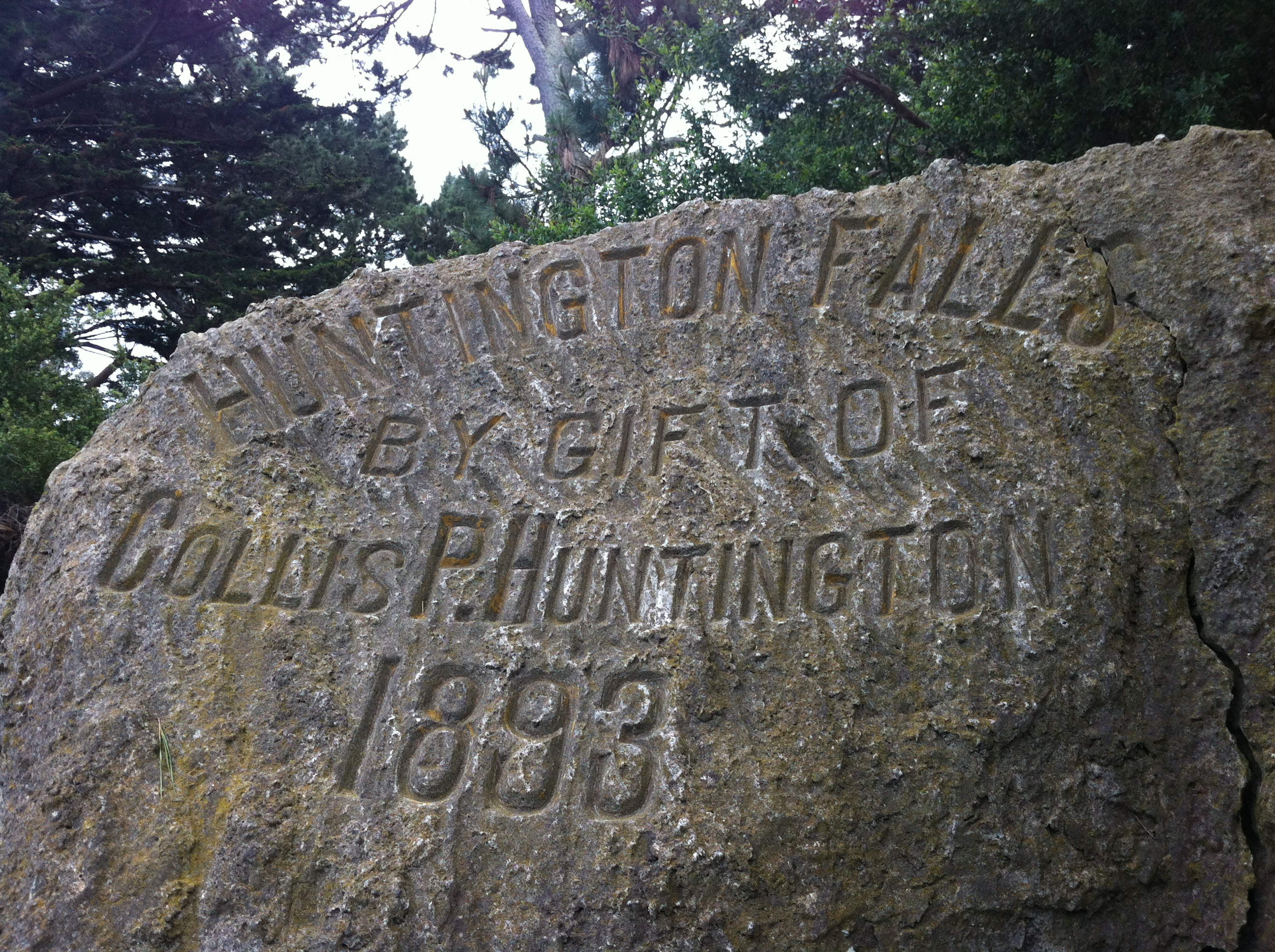
Huntington Falls, Golden Gate Park, San Francisco

### Edificios
- Escuela secundaria Collis P. Huntington, Newport News, Virginia
- Huntington Hotel, San Francisco, California
- Biblioteca y sala de lectura gratuitas Huntington, Bronx, Nueva York
- Edificio Académico Collis P. Huntington; Universidad de Tuskegee, Alabama (destruido en un incendio)
- Dormitorio Huntington, Universidad de Tuskegee, Alabama
- Collis P. Huntington House, Nueva York
- CP Huntington Primary School en Sacramento (California)
- Collis Potter y Howard Edwards Huntington Memorial Hospital en Pasadena (California)
- Huntington Hall, vivienda catalogada por la Marina de los EE. UU. y USO 3100 Huntington Avenue, Newport News, Virginia
- Edificio Collis P. Huntington, Museo de la Universidad de Hampton, Hampton (Virginia)

### Lugares habitados
- Huntington, Virginia Occidental
  - Avenidas Collis y Huntington en Huntington, Virginia Occidental
- Huntington (Texas), en el condado de Angelina
- Huntingdon, Abbotsford, barrio en Abbotsford, Columbia Británica
- Distrito histórico de North End Huntington Heights, distrito residencial en Newport News

### Otros
- Camp Pine Knot, también conocido como Camp Huntington, en Raquette Lake, Nueva York, que ahora es propiedad de la Universidad Estatal de Nueva York en Cortland
- Parque estatal Collis P. Huntington, Redding y Bethel, Connecticut
- Huntington Park y Huntington Avenue, Newport News, Virginia
- Monte Huntington, un pico en el condado de Fresno, California
- Collis Place en el condado del Bronx, Nueva York, que se encuentra a varias manzanas de la mansión Huntington junto al río.
- Remolcador Huntington, retirado en 1994, ahora una exhibición flotante y aula en el Museo Marítimo de Palm Beach, Palm Beach, Florida.
- Collis Avenue, una calle residencial que comienza en Huntington Drive en el distrito de El Sereno de la ciudad de Los Ángeles y termina en la ciudad de South Pasadena, California.
- Huntington Boulevard en Fresno, California.

## En la cultura popular
- Ambrose Bierce lo llamó en su relato "Black Beetles in Amber" (Escarabajos Negros en Ámbar) como "Happy Hunty".[16]
- Huntington también fue mencionado en el poema de Carl Sandburg, Pacífico Sur.[17]
- En la serie de la AMC Hell on Wheels es interpretado por el actor Tim Guinee.